# Pamela Adlon

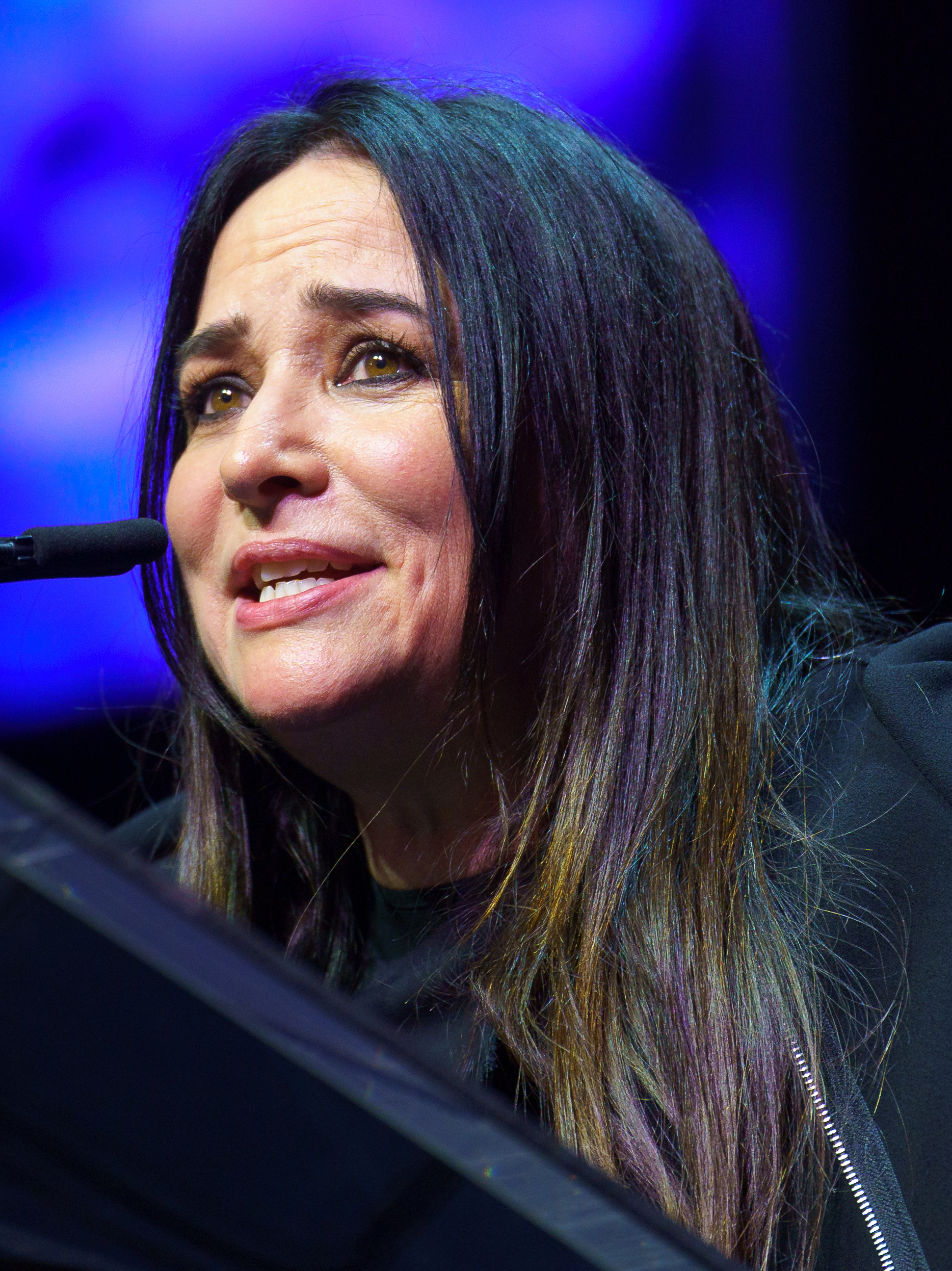
Pamela Adlon, 2024

Pamela Adlon (gebürtig Pamela Fionna Segall; * 9. Juli 1966 in New York City) ist eine US-amerikanische Schauspielerin und Synchronsprecherin.

## Leben und Wirken
Pamela Adlon – auch Pamela S. Adlon oder Pamela Segall Adlon – hatte ihre erste Rolle in Grease 2. In der Sitcom Lucky Louie um den Stand-Up Comedian Louis C.K. spielte sie 2006 die Frau des Protagonisten. Von 2007 bis 2014 verkörperte sie die Marcy Runkle in der Fernsehserie Californication. In der seit 2010 laufenden Serie Louie, ebenfalls von Louis C.K., hat Adlon wiederkehrende Gastauftritte und fungiert als beratende Produzentin.
Seit ihrem Karrierestart 1982 war Adlon oft als Synchronsprecherin für Filme, Fernsehen und Videospiele tätig. Von 1997 bis 2009 sprach sie die Originalstimme der Figur Bobby Hill in der Zeichentrickserie King of the Hill, hierfür gewann Adlon 2002 einen Emmy in der Kategorie Outstanding Voice-Over Performance. Seit 2008 ist sie die englische Synchronstimme der Vidia in Disneys Filmreihe Tinkerbell.
Adlon war von 1996 bis 2010 mit dem Drehbuchautor, Regisseur und Produzenten Felix O. Adlon, dem Sohn des deutschen Regisseurs Percy Adlon verheiratet. Das Paar hat drei Töchter, Gideon, Odessa und Valentine „Rocky“ Adlon, die auch Schauspielerinnen sind.

## Filmografie (Auswahl)

### Schauspiel
- 1982: Grease 2
- 1983–1984: The Facts of Life (Fernsehserie, zehn Folgen)
- 1984: Schweinebande! (Growing Pains)
- 1984: Harrys wundersames Strafgericht (Night Court, Fernsehserie, Folge 2x06)
- 1986: The Redd Foxx Show (Fernsehserie, sieben Folgen)
- 1989: Teen Lover (Say Anything …)
- 1989: Raumschiff Enterprise – Das nächste Jahrhundert (Star Trek: The Next Generation, Fernsehserie, Folge 3x04)
- 1989: 21 Jump Street – Tatort Klassenzimmer (21 Jump Street, Fernsehserie, Folge 4x06)
- 1990: Ford Fairlane – Rock ’n’ Roll Detective (The Adventures of Ford Fairlane)
- 1990: Gate II – Das Tor zur Hölle (The Gate II: Trespassers)
- 1992: Down the Shore (Fernsehserie, 13 Folgen)
- 1996: Das Rosenbett (Bed of Roses)
- 1996: Immer Ärger mit Sergeant Bilko (Sgt. Bilko)
- 2006–2007: Lucky Louie (Fernsehserie, 13 Folgen)
- 2007–2008: Boston Legal (Fernsehserie, vier Folgen)
- 2009: Monk (Fernsehserie, Folge 7x11)
- 2007–2014: Californication (Fernsehserie, 69 Folgen)
- 2010–2015: Louie (Fernsehserie, 14 Folgen)
- 2016: First Girl I Loved
- 2016–2022: Better Things (Fernsehserie, 52 Folgen)
- 2017: I Love You, Daddy
- 2018: All Square
- 2018: Bumblebee
- 2020: The King of Staten Island
- 2020: Holler
- 2020: Day by Day (Fernsehserie, Folge 1x10)
- 2020: This Is Us – Das ist Leben (This Is Us, Fernsehserie, vier Folgen)
- 2023: Die verrückte Geschichte der Welt, Teil II (History of the World, Part II, Fernsehserie, drei Folgen)
- 2023: Reverse the Curse
- 2024: Elsbeth (Fernsehserie, Folge 2x5)
- 2025: Mid-Century Modern (Fernsehserie, drei Folgen)

### Synchronisation
- 1989: Kikis kleiner Lieferservice (魔女の宅急便 Majo no Takkyūbin)
- 1992: FernGully – Christa und Zaks Abenteuer im Regenwald (FernGully: The Last Rainforest)
- 1994: Phantom 2040 (Fernsehserie, elf Folgen)
- 1996: Quack Pack – Onkel D. und die Boys (Quack Pack, Fernsehserie, 37 Folgen)
- 1996–1998: Die Dschungelbuch-Kids (Disney’s Jungle Cubs, Fernsehserie, 21 Folgen)
- 1997: Prinzessin Mononoke (もののけ姫 Mononoke Hime)
- 1997–1998: 101 Dalmatiner (101 Dalmatians: The Series, Fernsehserie, 31 Folgen)
- 1998: Baldur’s Gate (Videospiel)
- 1998: Grim Fandango (Videospiel)
- 1999–2000: Pepper Ann (Fernsehserie, neun Folgen)
- 2000: Baldur’s Gate II: Schatten von Amn (Videospiel)
- 2000: Flucht von Monkey Island (Escape from Monkey Island, Videospiel)
- 1997–2001: Disneys Große Pause (Recess, Fernsehserie, 129 Folgen)
- 2001: Disneys Große Pause: Die geheime Mission (Recess: School’s Out)
- 2001: The Oblongs (Fernsehserie, 13 Folgen)
- 2001: Time Squad (Fernsehserie, 17 Folgen)
- 2000–2002: Disneys Klassenhund (Teacher’s Pet, Fernsehserie, drei Folgen)
- 2003: Animatrix: Beyond (The Animatrix)
- 2003: Au Schwarte! (Jakers! The Adventures of Piggley Winks, Fernsehserie, 46 Folgen)
- 2003: Final Fantasy X-2 (Videospiel)
- 2004: Disneys Klassenhund: Der Film (Teacher’s Pet)
- 2006–2007: Squirrel Boy (Fernsehserie, 18 Folgen)
- 2007–2008: El Tigre: The Adventures of Manny Rivera (Fernsehserie, Folge 1x17)
- 2008: Tinkerbell (Tinker Bell)
- 1997–2009: King of the Hill (Fernsehserie, 258 Folgen)
- 2007–2009: The Drinky Crow Show (Fernsehserie, sieben Folgen)
- 2009: Tinkerbell – Die Suche nach dem verlorenen Schatz (Tinker Bell and the Lost Treasure)
- 2010: Tinkerbell – Ein Sommer voller Abenteuer (Tinker Bell and the Great Fairy Rescue)
- 2012–2020: Bob’s Burgers (Fernsehserie, 16 Folgen)
- 2014: Tinkerbell und die Piratenfee (Pirate Fairy)
- 2015: Tinkerbell und die Legende vom Nimmerbiest (Tinker Bell and the Legend of the NeverBeast)
- 2016–2019: Schlimmer geht’s immer mit Milo Murphy (Milo Murphy’s Law, Fernsehserie, 24 Folgen)
- 2016–2019: The Big Bang Theory (Fernsehserie, zehn Folgen)
- 2019: Rick and Morty (Fernsehserie, zwei Folgen)
- 2019: Trouble
- 2019–2022: Pete the Cat (Fernsehserie, zwölf Folgen)

### Regie
- 2024: Babes